# Congregação dos Sagrados Estigmas de Nosso Senhor Jesus Cristo
A Congregação dos Sagrados Estigmas de Nosso Senhor Jesus Cristo (CSS), em latim: Congregatio a Sanctissimis Stigmatibus Domini Nostri Iesu Christi, é uma congregação religiosa fundada em 4 de novembro de 1816, por São Gaspar Bertoni, na cidade de Verona, no norte da Itália. 
A espiritualidade de Padre Bertoni era de cunho inaciano, e ele pregou inúmeros sermões que foram agrupados pelos padres estigmatinos. E o carisma Estigmatino se identifica pela espírito de comunhão de seus integrantes, como se fossem um só coração e uma só alma. Desempenham suas ações no campo missionário, inclinando-se ao serviço dos bispos nestas missões e à educação da juventude.